# BBÖ 1029
Die BBÖ 1029 war eine Elektrolokomotive der Österreichischen Bundesbahnen für den Personenzugverkehr.

## Geschichte

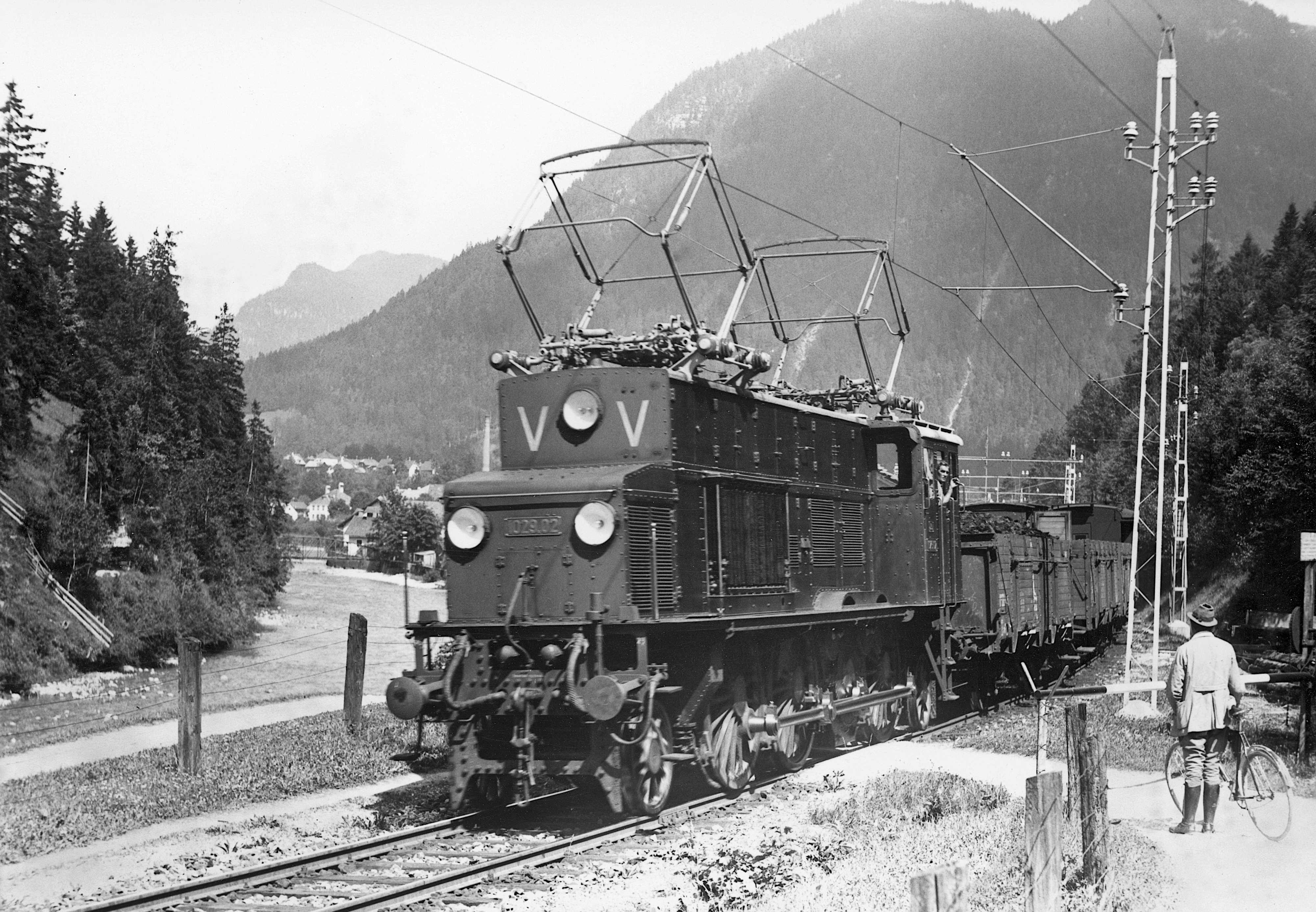
BBÖ 1029.02 mit einem Güterzug bei Bad Aussee (1928)

Mit einem Gesetzesbeschluss wurde 1920 die Elektrifizierung der österreichischen Eisenbahnen beschlossen. Dabei wurden von Westen beginnend zunächst die gebirgigen Strecken über Arlberg, Brenner, Tauernrampe und die Salzkammergutbahn als erste elektrifiziert. Der schwierigen Topographie der Strecken entsprechend waren die ersten Lokomotiven langsamlaufende Maschinen für den Rampenbetrieb.
Für die schnellen Personenzüge bestellte die BBÖ 1920 zwölf und 1921 weitere acht Lokomotiven der Reihe 1029. Die Maschinen wurden 1923 bis 1925 ausgeliefert und waren ursprünglich für 70 km/h ausgelegt; zwei Loks wurden versuchsweise mit einem Getriebe für 80 km/h geliefert. Bis 1930 wurden dann alle Loks für 75 km/h umgebaut. Die Fahrzeuge wurden auf allen damals elektrifizierten Strecken eingesetzt, zum Beispiel Innsbruck–Telfs–(Landeck), später bis Salzburg und in Vorarlberg.
Sie waren die ersten Lokomotiven auf der 1923 elektrifizierten Salzkammergutbahn, wurden aber dort aufgrund der engen Bogenradien bald von der Reihe 1170 verdrängt.
Bei der Übernahme durch die Deutsche Reichsbahn 1938 wurden die Maschinen als E 33 in das deutsche Nummernsystem eingereiht. Die Reichsbahn begann schon 1942 mit der Ausmusterung der nicht sehr zuverlässigen Maschinen, sodass bei Kriegsende noch 13 Loks vorhanden waren. Davon befanden sich sechs in Österreich und sieben in Deutschland. Die in Deutschland stehenden Loks waren beim Bw Basel Badischer Bahnhof stationiert und wurden überwiegend auf der Wiesentalbahn und der Wehratalbahn eingesetzt. 1947 wurden zwei Maschinen gegen in Österreich verbliebene E 71 getauscht und 1952 waren schließlich alle 1029 wieder in ihrem Heimatland.

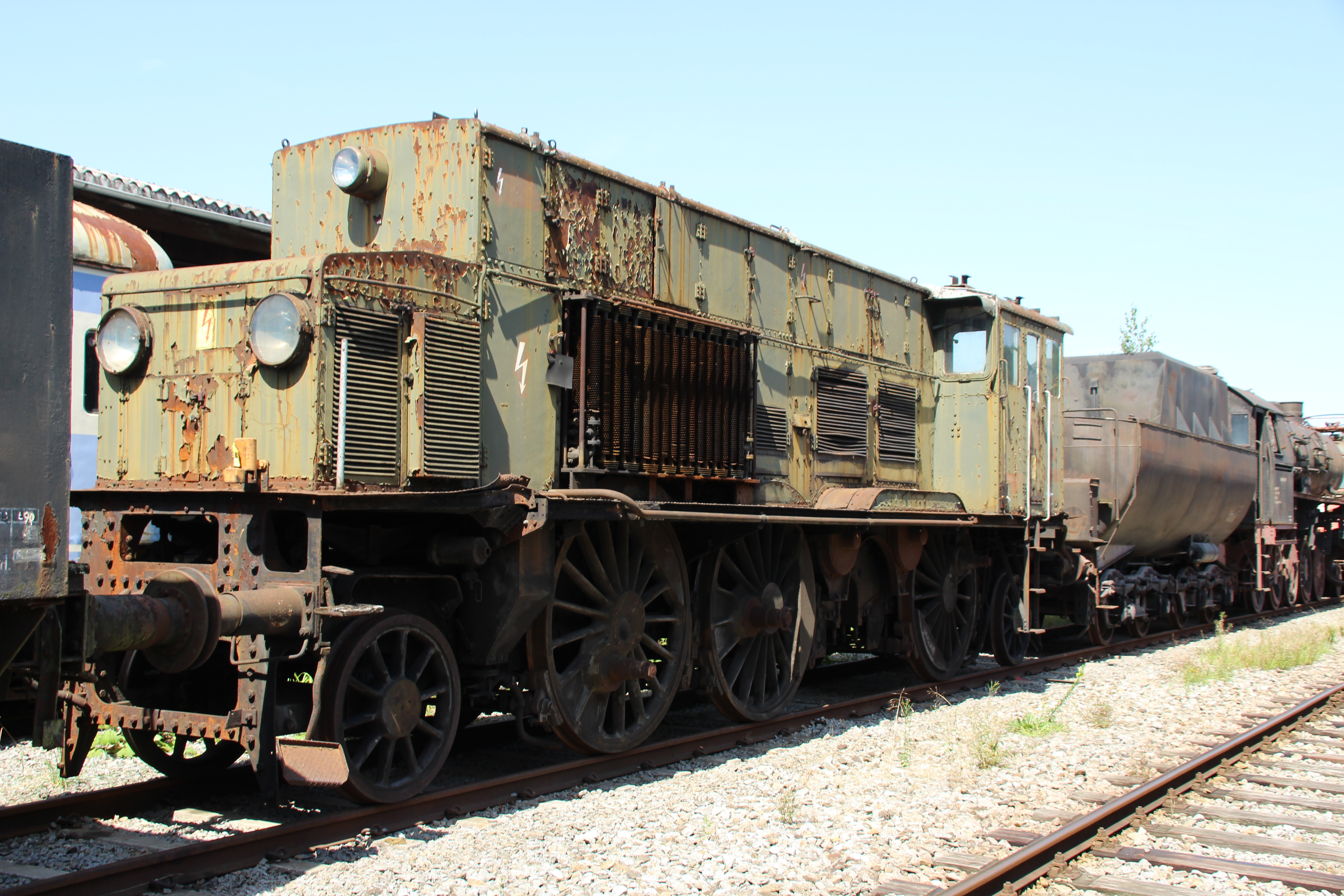
Die erhalten gebliebene 1073.08 im Lokpark Ampflwang (2017)

1954 bekamen die Loks nach dem neuen Nummernschema der ÖBB die Bezeichnung 1073.
Zehn Stück wurden gemeinsam mit AEG neu motorisiert, der Rest ausgemustert.
Die Höchstgeschwindigkeit konnte dadurch auf 90 km/h angehoben werden.
Eingesetzt wurden sie u. a. von Wien ausgehend für Personenzüge, so zum Beispiel auf der Pressburger Bahn.
Außerdem wurden sie für den sog. „Pendler“ auf der Westbahn herangezogen, der „eingewickelt“, das heißt mit der Lok in Zugmitte und mit jeweils zwei Wagen vor und nach der Lok, geführt wurde. Auch ein Personenzugspaar Attnang-Puchheim – Linz und der Verkehr auf dem Kammerer Hansl wurden Ende der 1960er-Jahre noch von den 1073 geführt.
Die Ausmusterung der Loks begann 1970 und war 1975 mit dem Abstellen der 1073.03 und 1073.14 abgeschlossen. Einige Maschinen wurden danach noch bis etwa Anfang der 1980er Jahre als Zugvorheizanlagen genutzt. Die einzigen erhalten gebliebenen Lokomotiven, 1073.08 und 20, befinden sich heute im Besitz der Österreichischen Gesellschaft für Eisenbahngeschichte und sind in Ampflwang beheimatet.

## Technik
Bei den 1029 handelt es sich um Maschinen der Achsanordnung 1'C1' mit starren, stangengekuppelten Treibachsen. Aus Kostengründen wurde einer der ursprünglich zwei vorgesehenen Führerstände weggelassen, was den Maschinen ein unverwechselbares und (zugleich mit dem Stangenantrieb) Dampflok-ähnliches Aussehen gab.
Zwei 12-polige Einphasen-Reihenschlussmotore mit 500 kW (später 580 kW) Stundenleistung trieben als Doppelmotor über ein gemeinsames Vorgelege und eine Blindwelle die Kuppelachsen an, gesteuert wurde über eine elektromagnetische Wechselstrom-Schützensteuerung mit 15 Fahrstufen (13 Regel- und 2 Reservefahrstufen).